# Civilization V
Sid Meier's Civilization V — глобальна покрокова стратегія із серії «Цивілізацій» Сід Меєра, видана компанією Firaxis Games 21 вересня 2010 на ринку Північної Америки та 24 вересня 2010 на ринку Європи для Windows. Також видана для Mac OS X 23 листопада 2010 і для Linux 10 червня 2014 року.

## Ігровий процес

Єгипетська цивілізація в XIX столітті

### Основи
Гравець керує розвитком обраної цивілізації (нації), розвиваючи її впродовж епох від кам'яної доби до недалекого майбутнього. Гра відбувається покроково, кожен крок відповідає обраному відтинку часу, за який можна виконати обмежену кількість дій. Основний ігровий процес відбувається на карті світу, вперше в серії поділеній на шестикутні клітинки. Згідно налаштувань, це може бути як реальний, так і вигаданий світ. На початку карта прихована туманом і розвідується в міру подорожей представників нації або в ході обміну інформацією з іншими націями. Кожна клітинка має певний ландшафт і будучи освоєною, надає ресурси, залежно від свого типу. Отримання ресурсів з клітинок може збільшуватися будівництвом споруд.
Кожну з націй представляє лідер, заснований на реальних історичних правителях. Нації мають унікальну здібність лідера, юніта й споруду. Деякі юніти та споруди відрізняються від стандартних тільки виглядом, але більшість володіють унікальними перевагами. Гра починається на невеликій території, зайнятій обраною нацією, що володіє містом (столицею) і стартовими юнітами (військами чи робітниками). Надалі гравець може засновувати нові міста і зміцнювати армію, розвивати культуру, науку й дипломатію. На карті трапляються міста-держави, з якими можна торгувати й з часом приєднати до своєї нації.
Здобути перемогу можна шістьох видів: Наукова (збудувати і відправити космічний корабель з колоністами до Альфи Центавра), Культурна (вивчити 5 галузей соціальних політик), Дипломатична (стати світовим лідером, згідно голосування в ООН), Панування (захопити столиці всіх інших націй). Якщо ніхто не здобув цих перемог, гра закінчується в 2050 році і перемога присуджується нації, що набрала найбільше очок за досягнення в різних сферах життя.

### Розвиток нації
Міста поширюють навколо зону володінь нації, клітинки в якій можуть забудовуватися чи приносити пасивні бонуси. Місто займає одну клітинку, незалежно від кількості споруд в ньому, тоді як на інших клітинках може бути лише одна споруда. В міру розвитку науки, споруди можуть вдосконалюватись. Існують виняткові споруди, так звані Чудеса світу, які дають особливі переваги. Однак, кожне Чудо світу може існувати тільки в єдиному екземплярі на всю планету. Подібно як і в Цивілізації 3 більшість споруд у містах вимагають фінансів на утримання, кожного кроку за них знімається певна сума. Суміжні клітинки можна придбати за золото, яке слугує універсальною валютою, чи отримати з часом автоматичну в міру зростання впливу нації.
Населення відображається умовними жителями, яких необхідно розселяти і забезпечувати їхній добробут для нормального розвитку нації. Нація має параметр щастя, який впливає на те як добре чи неохоче жителі працюватимуть. Нові міста засновуються поселенцями, робітники виконують будівництва і вдосконалення, війська обороняють рідні володіння чи завойовують ворожі. Воїни в боях отримують досвід, за який на розсуд гравця можуть бути вдосконалені. Якщо дозволяє рівень розвитку технологій, війська модернізуються за певну плату. Час від часу з'являються видатні особи — полководці, вчені, пророки, митці, що суттєво розвивають якусь сферу життя нації, після чого зникають. На шанс їх появи впливає побудова певних споруд та успіхи у відповідних сферах життя.
Наука визначає технологічний прогрес, кожна технологія надає нові споруди, юнітів або загальні вдосконалення. Технології пов'язані між собою, наприклад, щоб отримати кулеметників, необхідно спочатку вивчити технологію, котра надає арбалетників. Усього доступно 75 технологій, об'єднанні в 7 епох: Стародавня, Антична, Середньовіччя, Ренесанс, Індустріальна, Атомна та Майбуття. Культура має соціальні політики, поділені на кілька гілок. В міру розвитку культури гравець відкриває нові соціальні політики, що надають різні бонуси.
Якщо нація отримує видатну особу, або має високий рівень щастя, може настати золота доба, коли зростає видобуток ресурсів. По закінченню золотої доби він повертається до норми.
Відкривши іншу націю, з нею можна налаштовувати дипломатичні стосунки: оголошувати війну, торгувати, висунути вимоги чи домовитися про співпрацю.

### Ресурси
Клітинки і споруди надають базові ресурси — це їжа (сприяє зростанню населення), золото (за нього миттєво викупляються юніти, споруди та клітинки, оплата угод), виробництво (визначає швидкість будівництва і найму), наука (визначає швидкість розвитку науки), та культура (за неї викупляються соціальні політики).
Додаткові ресурси представлені різними речами, такими як спеції, вино, якими можна додатково торгувати. Деякі споруди і юніти вимагають наявності в нації певного стратегічного ресурсу — алюмінію, вугілля, коней, заліза, нафти чи урану.

### Нації та лідери
| Нація      | Лідер             | Унікальні юніти | Унікальна споруда              | Унікальна здібність |
| ---------- | ----------------- | --- | ------------------------------ | --- |
| Америка    | Джордж Вашингтон  | Боїнг B-17, важче перехоплюється і ефективніший за інші літаки проти міст Мінітмен, не має штрафів до руху перетятою місцевістю                                                                          | відсутня                       | «Маніфест Долі»: Військові наземні одиниці мають огляд на клітинку більше. На купівлю території знижка 25 %.                                                    |
| Англія     | Єлизавета         | Довгий лук, має більшу за звичайних лучників дальність атаки Лінійний корабель, має більшу за звичайні кораблі дальність атаки                                                                           | відсутня                       | «Сонце ніколи не заходить»: Всі судна мають +2 ходу |
| Араби      | Гарун ар-Рашид    | Верблюжий лучник, здатний рухатися після атаки | Східний базар                  | Торговий караван: +1 золото за кожний торговий маршрут, нафта дає вдвічі більше запасів.                                                                        |
| Ацтеки     | Монтесума         | Воїн-Ягуар, посилюється в джунглях і вдвічі швидше лікується після знищення ворога | Чинампи                        | Сакральні жертвоприношення: знищення ворогів додає очок культури.                                                                                               |
| Вавилоняни | Навуходоносор     | Вавилонський лучник | Стіни Вавилону                 | Безкоштовний великий вчений після вивчення Письма. Пришвидшення появи великих вчених на 50 %.                                                                   |
| Греція     | Александр Великий | Гетайри, можуть рухатися після атаки і частіше за інших створюють полководців Гопліти, ефективні проти кавалерії                                                                                         | відсутня                       | Еллінська ліга: Вплив на міста-держави знижується вдвічі повільніше, а зростає удвічі швидше.                                                                   |
| Єгипет     | Рамсес            | Військова колісниця | Муміфікаційна гробниця         | Монументальне будівництво: +20 % при будівництві Чудес світу.                                                                                                   |
| Індія      | Махатма Ганді     | Бойовий слон | Могольський форт               | Приріст населення: ліміт на падіння щастя від кількості міст збільшено удвічі, а від перенаселення удвічі знижено.                                              |
| Ірокези    | Гаявата           | Воїн-Могавк, посилюється в лісах і джунглях | Довгий дім                     | «Великий шлях»: наземні одиниці витрачають лише 1 очко руху при пересуванні лісом.                                                                              |
| Китай      | У Цзетянь         | Чо-ко-нуе, атакує двічі за крок | Паперова мануфактура           | «Мистецтво війни», прискорене створення полководців. |
| Німеччина  | Отто фон Бісмарк  | Ландскнехт, ефективний проти кавалерії Пантера, може рухатися після атаки | відсутня                       | «Тевтонська несамовитість»: При здобуті варварського табору є 50 % ймовірність захоплення оборонців, а також отримання 25 золота.                               |
| Оттомани   | Сулейман Пишний   | Яничари, сильніші за стандартних мушкетерів і лікуються після знищення ворога Сипахи, можуть розграбовувати клітинки, не витрачаючи очок руху, мають великий радіус огляду і здатні рухатися після атаки | відсутня                       | Берберські пірати: 50 % ймовірності захоплення варварських кораблів і отримання за це 25 золота.                                                                |
| Перси      | Дарій             | Безсмертні, ефективні проти кавалерії та вдвічі швидше лікуються | Суд Сатрапії                   | Спадщина Ахеменідів: Золота доба триває на 50 % довше, на цей час всі одиниці отримують +1 ходу, та +10 % обороноздатності.                                     |
| Рим        | Август            | Баліста, ефективна проти укріплень Легіонер, крім битися, може будувати дороги і форти | відсутня                       | «Слава Риму»: споруди, що вже завершені в столиці, в інших містах будуються на 25 % швидше.                                                                     |
| Росія      | Катерина          | Козаки, ефективні проти поранених ворогів і можуть рухатися після атаки | Кремль                         | Багатства Сибіру: стратегічні ресурси дають додаткове виробництво. Видобуток коней, заліза й урану вдвічі ефективніший.                                         |
| Сіам       | Рам Хамхаенг      | Слони Наресуана, ефективні проти кавалерії і можуть рухатися після атаки | Ват                            | «Батьківські настанови»: Дружні міста-держави дають більше на 50 % продуктів та культури.                                                                       |
| Сонгайці   | Аскіа Мухамед     | Мандекалуська кавалерія, ефективна в атаці проти міст і може рухатися після атаки | Глинобитна пірамідальна мечеть | Річковий воєначальник: При здобуті варварських таборів та ворожих міст здобувається втричі більше золота. Наземні одиниці при морській переправі обороноздатні. |
| Франція    | Наполеон          | Іноземний легіон, посилюється за кордонами своєї нації Мушкетник | відсутня                       | Старий лад: +1 культури кожному місту, до відкриття парового двигуна.                                                                                           |
| Японія     | Ода Нобунаґа      | Самурай, посилюється на рівнинах і частіше за інших створює полководців Зеро, автоматично перехоплює іншу авіацію, ефективний проти гелікоптерів і винищувачів                                           | відсутня                       | Бусідо: травмовані одиниці продовжують битися на повну силу. |

## Доповнення
- Civilization V: Gods & Kings — видане 19 червня 2012 року, додає систему релігій, що надають різні бонуси, систему шпигунства, 9 нових націй і розширює значення міст-держав. Включає також 3 сценарії: «Світ пари та сталі» в альтернативній Вікторіанській епосі, «На шляху до Відродження», присвячений релігійним війнам, та «Падіння Риму» в умовах занепаду Римської імперії. Також додає 9 нових карт.
- Civilization V: Brave New World — видане 9 липня 2013 року, надає 9 нових цивілізацій та нові соціальні політики. Також доповнення дозволяє сприяти діячам культури, роблячи внесок у перемогу. Включає 2 сценарії: «Громадянська війна в США» і «Битва за Африку», що відбуваються на відповідних континентах.